# Edmund Bacon
Edmund Norwood Bacon (* 2. Mai 1910 in Philadelphia; † 14. Oktober 2005) war ein US-amerikanischer Architekt, Stadtplaner und Autor.
Bacon studierte an der Cornell University in Ithaca und der Cranbrook Academy of Art in Bloomfield Hills.
Er war Mitglied zahlreicher Gremien für Stadtentwicklung und Umweltfragen, u. a. 1970 einer vom Präsidenten der Vereinigten Staaten eingesetzten Beraterkommission.

## Lebenswerk
Edmund Bacon war entscheidend an der Planung des neuen Stadtzentrums von Philadelphia beteiligt, deren Prinzipien starke Beachtung fanden. Sein Hauptziel war es, durch Sanierung und organische Einbeziehung der historischen Bausubstanz in eine urbane Stadtlandschaft sowie konsequente Verkehrsberuhigung die Wohnqualität wiederherzustellen. Wohnviertel, Parks, Sport- und Begegnungsstätten sowie Einkaufszentren mit ausgedehnten Fußgängerzonen wurden deutlich von den großen Verkehrsadern getrennt. Bacon beschäftigte sich auch mit der Entwicklung von Haustypen und mit allgemeinen Theorien zur modernen Stadtplanung unter Einbeziehung landschaftlicher Aspekte.
Er produzierte mehrere Filme über Architektur und wirkte bei der Dokumentation My Architect von Nathaniel Kahn mit.
Nachdem Bacon bereits elf Jahre lang assoziiertes Mitglied (ANA) der National Academy of Design war, wurde er 1994 zum Vollmitglied (NA) der Academy gewählt.
Zu seinen Freunden zählten u. a. Richard Buckminster Fuller und Louis Kahn. Edmund Bacon ist der Vater des Schauspielers Kevin Bacon und Großvater der Schauspielerin Sosie Bacon.

## Werke (Auswahl)
- Design of cities. Thames & Hudson, London 1982, ISBN 0-500-27133-X (Nachdruck der Ausgabe New York 1974)
- Stadtplanung. Von Athen bis Brasilia ("Design of cities"). Artemis-Verlag, Zürich 1968.